# Josh Strickland
Josh Strickland (Charleston, Carolina del Sud, 23 d'octubre de 1983) és un cantant i actor estatunidenc.

## Biografia
Strickland va estudiar a l'escola d'art del Comtat de Charleston i es va graduar a la Middleton High School de Charleston. Va estudiar veu al College of Charleston. Quan estudiava, Josh va formar part de la companyia de teatre local Charleston Youth Company.

## Carrera
Strickland va aparèixer a la segona temporada de la sèrie de la Fox, American Idol i al març del 2007 va aparèixer com ell mateix a All My Children. Strickland va interpretar el paper de Tarzan al Richard Rodgers Theatre de Broadway durant 14 mesos, fins al 2007.
El 2009, Strickland va esdevenir jurat de càsting d'un shop de Las Vegas i encara hi treballa. També ha participat regularment al show televisiu Holly's World.
A més a més, Josh també ha aparegut a:
- Carolina Idol, 2002.
- El reality-show Star Search 2004.
- Vocalista convidat de Shania Twain.